# Hugo Budinger
Hugo Budinger (Düsseldorf, 10 de junio de 1927 – 7 de octubre de 2017) fue un jugador de hockey hierba alemán. Ganó la medalla de bronce en los Melbourne 1956.